# Ivan Ribar

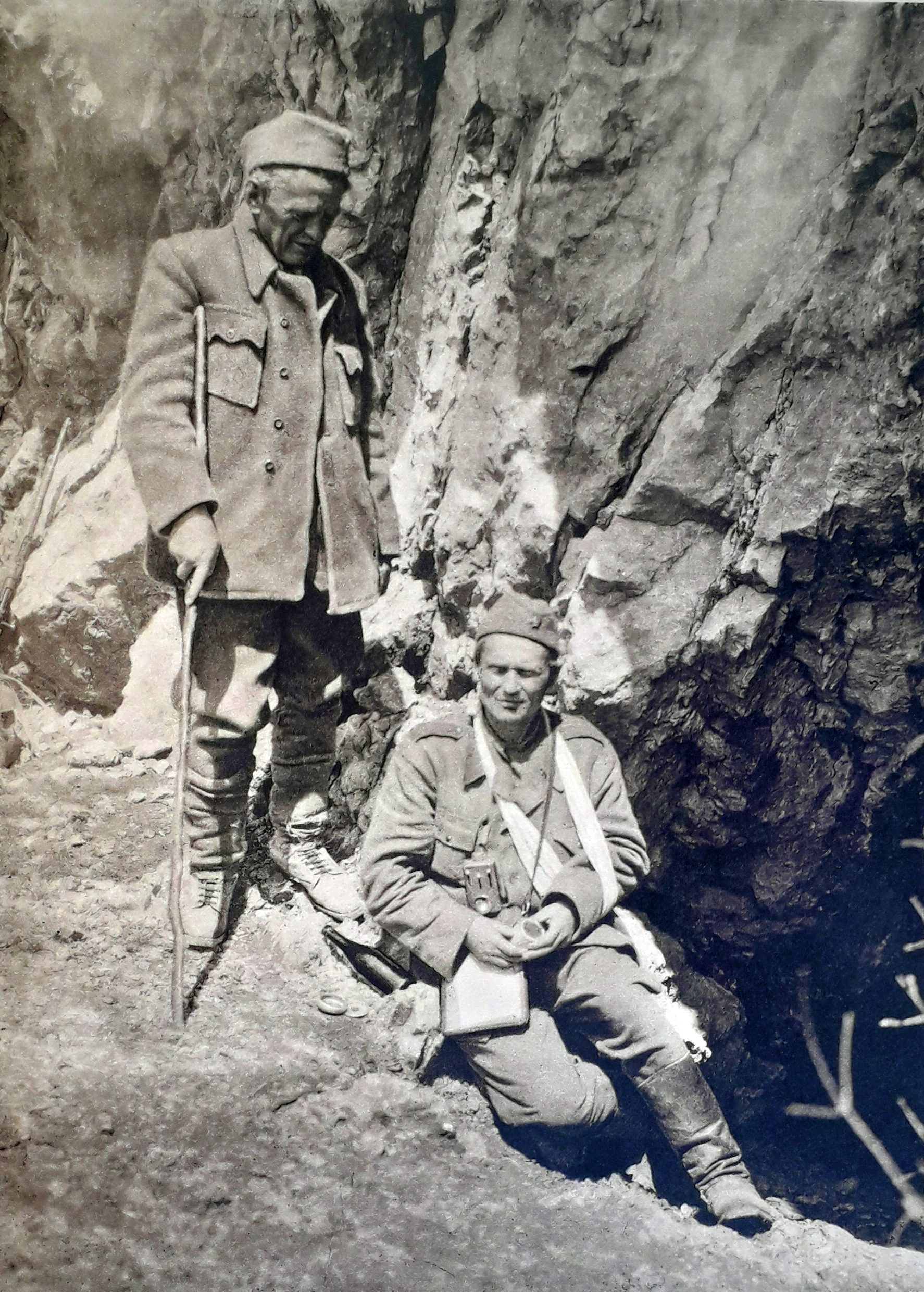
Ivan Ribar (vänster) med Tito 1943

Ivan Ribar, född 21 januari 1881 i Vukmanić, död 11 juni 1968 i Zagreb, var en jugoslavisk politiker av kroatisk härkomst.
Ribar var:
- talman i parlamentet i Serbernas, kroaternas och slovenernas konungadöme 1920 - 1922
- ordförande i Antifascistiska rådet för Folkets befrielse av Jugoslavien, 26 oktober 1942 - 4 december 1943
- Ordförande för Provisoriska Folkförsamlingen, 4 december 1943 - 5 mars 1945
- President i Folkrepubliken Jugoslavien, 29 december 1945 - 14 januari 1953

Ivan Ribar förlorade båda sina söner, Jurica Ribar och Ivo Lola Ribar under andra världskriget, då de kämpade på de kommunistiska partisanernas sida. 